# Distrikt Subtanjalla
Der Distrikt Subtanjalla liegt in der Provinz Ica in der Region Ica im Südwesten von Peru. Der am 10. Februar 1959 gegründete Distrikt hat eine Fläche von 193,97 km². Beim Zensus 2017 lebten 27.387 Einwohner im Distrikt. Im Jahr 1993 lag die Einwohnerzahl bei 8747, im Jahr 2007 bei 19.019. Die Distriktverwaltung befindet sich in der 429 m hoch gelegenen Stadt Subtanjalla mit 27.133 Einwohnern (Stand 2017). Subtanjalla befindet sich im Norden des Ballungsraums der Provinz- und Regionshauptstadt Ica, 6 km nordnordwestlich von deren Stadtzentrum. Die Nationalstraße 1S (Panamericana) von Ica nach Pisco führt an Subtanjalla vorbei.

## Geographische Lage
Der Distrikt Subtanjalla liegt im nördlichen Westen der Provinz Ica. Er besitzt eine Längsausdehnung in WSW-ONO-Richtung von etwa 31 km sowie eine maximale Breite von 7 km. Im äußersten Osten befindet sich das Siedlungsgebiet. Ansonsten besteht das Gebiet aus Wüste.
Der Distrikt Subtanjalla grenzt im Westen an den Distrikt Paracas (Provinz Pisco), im Norden an den Distrikt Salas, im Osten an den Distrikt San Juan Bautista sowie im Süden an den Distrikt Ica.